# Steinkreis von Kinniside

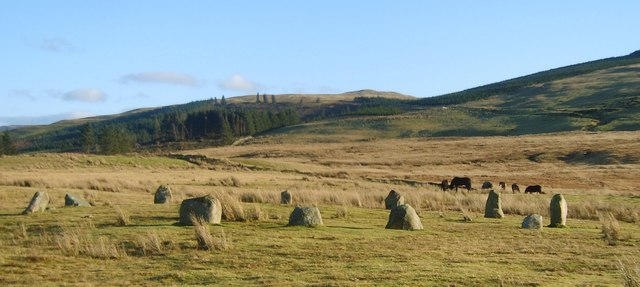
Steinkreis von Kinniside

Der Steinkreis von Kinniside (auch Blakeley Raise Stone Circle genannt) ist ein 1925 rekonstruierter Steinkreis südlich von Ennerdale Bridge und Kinniside in Cumbria in England.
Der im 18. Jahrhundert von einem Landwirt, der die Steine als Torpfosten benutzte, abgebaute Kreis wurde im Jahr 1925 von einem Doktor Quine aus Frizington, der die Steine in Beton setzte, „restauriert“. Ob er die Steine in ihren ursprünglichen Standorten errichtete, ist unklar. Es ist unwahrscheinlich, dass alle Steine zum ursprünglichen Kreis gehören.
Kinniside Stone Circle befindet sich östlich der Bergstraße (englisch fell, von altnord. fjäll), die die Dörfer Ennerdale Bridge und Calder Bridge verbindet. Er besteht aus Steinen aus lokalem Granit mit einem Cairn in der Mitte. Der Kreis hat einen Durchmesser von etwa 15,0 Metern und besteht aus 11 Steinen, von denen der größte etwa einen Meter hoch ist. Er hatte möglicherweise Eingänge im Süden und Nordwesten.